# Emilka ze Srebrnego Nowiu (powieść)
Emilka ze Srebrnego Nowiu (również "Emilka z Księżycowego Nowiu") (Emily of New Moon, 1923), powieść dla dziewcząt, autorstwa Lucy Maud Montgomery. Zawiera najwięcej wątków autobiograficznych, ze wszystkich utworów pisarki.
Opowiada historię kilkunastoletniej dziewczynki, która po śmierci ojca musi zamieszkać u nieznanych krewnych w tytułowym Srebrnym Nowiu.
Ciąg dalszy przygód Emilki znajduje się w powieściach "Emilka dojrzewa" oraz "Emilka na falach życia". Książki zostały sfilmowane w postaci czterosezonowego serialu telewizyjnego, pod tym samym tytułem.